# آلفرد چاک
آلفرد چاک (انگلیسی: Alfred Chalk; ۲۷ نوامبر ۱۸۷۴ – ۲۵ ژوئن ۱۹۵۴) بازیکن فوتبال اهل بریتانیا بود.
وی به‌همراه تیم فوتبال المپیک بریتانیای کبیر به مدال طلا مسابقات فوتبال در بازی‌های المپیک تابستانی ۱۹۰۰ دست پیدا کرده‌است.